# Kabinett Ingman II
Das Kabinett Ingman II war das 11. Kabinett in der Geschichte Finnlands. Es amtierte vom 31. Mai 1924 bis zum 31. März 1925. Beteiligte Parteien waren Landbund (ML), Nationale Sammlungspartei (KOK), Schwedische Volkspartei (RKP) und Nationale Fortschrittspartei (ED).

## Minister
| Ressort                                   | Name               | Partei     | Amtszeitbeginn    | Amtszeitende      |
| ----------------------------------------- | ------------------ | ---------- | ----------------- | ----------------- |
| Ministerpräsident                         | Lauri Ingman       | KOK        | 31. Mai 1924      | 31. März 1925     |
| Äußeres                                   | Hjalmar Procopé    | RKP        | 31. Mai 1924      | 31. März 1925     |
| Justiz                                    | Albert von Hellens | ED         | 31. Mai 1924      | 31. März 1925     |
| Inneres                                   | Gunnar Sahlstein   | KOK        | 31. Mai 1924      | 31. März 1925     |
| Verteidigung                              | Lauri Malmberg     | unabhängig | 31. Mai 1924      | 31. März 1925     |
| Finanzen                                  | Yrjö Pulkkinen     | KOK        | 31. Mai 1924      | 31. März 1925     |
| Bildung                                   | Lauri Ingman       | KOK        | 31. Mai 1924      | 31. März 1925     |
| stellvertretender Bildungsminister        | Antti Kukkonen     | ML         | 31. Mai 1924      | 22. November 1924 |
| stellvertretender Bildungsminister        | Oskari Mantere     | ED         | 22. November 1924 | 31. März 1925     |
| Landwirtschaft                            | Jalo Lahdensuo     | ML         | 31. Mai 1924      | 22. November 1924 |
| Landwirtschaft                            | Ilmari Auer        | ML         | 22. November 1924 | 31. März 1925     |
| stellvertretender Landwirtschaftsminister | Ilmari Auer        | ML         | 31. Mai 1924      | 22. November 1924 |
| stellvertretender Landwirtschaftsminister | Pekka Pennanen     | KOK        | 22. November 1924 | 31. März 1925     |
| Verkehr und öffentliche Arbeiten          | Eero Hahl          | ML         | 31. Mai 1924      | 22. November 1924 |
| Verkehr und öffentliche Arbeiten          | Rolf Witting       | RKP        | 22. November 1924 | 31. März 1925     |
| Handel und Industrie                      | Axel Palmgren      | RKP        | 31. Mai 1924      | 31. März 1925     |
| Soziales                                  | Niilo Liakka       | ML         | 31. Mai 1924      | 22. November 1924 |
| Soziales                                  | Lauri Pohjala      | KOK        | 22. November 1924 | 31. März 1925     |